# خرمدشت (تاکستان)
شهر خرمدشت در بخش خرمدشت شهرستان تاکستان استان قزوین ایران واقع می‌باشد. ژنرال امیرعلی حاجی‌زاده فرمانده پیشین نیروی هوافضای سپاه ریشه‌ای خرمدشتی دارند.

## معدن افرا سرب شاکین
معدن شاکین در ۸۳ کیلومتری جنوب غرب استان قزوین و در محدوده خرمدشت و روستای شاکین قرار دارد. منطقه از نظر ساختمانی متعلق به زون خرمدشت (ایران مرکزی) است معدن شاکین جزء معادن فلزی محسوب می‌شود و دارای ذخیره سرب، نقره و سیلیس می‌باشد. ذخیره برآورد شده برای آن ۷۴۰۰۰ تن بوده و عیار سرب و نقره آن به ترتیب ۱۰تا۱۲ درصد برای سرب و ۲۰۰گرم در تن برای نقره می‌باشد، مقدار خاک صنعتی معدن ۲۲۵۰۰۰تخمین زده شده است. کانه اصلی معدن گالن بوده و کانی‌های باطله آن باریت و کلسیت می‌باشند). شروع فعالیت معدنکاری سال ۱۳۵۳ و خاتمه آن سال ۱۳۷۶ (۲۳ سال) می‌باشد که متأسفانه به دلایلی امروزه معدن تعطیل و دستگاه‌های کارخانه فراوری آن رو به فرسودگی و خرابی می‌روند. این مطالعه به منظور شناسایی قابلیت‌هایی که از نظر ذخیره معدنی و دیگر جنبه‌های اقتصادی که معدن شاکین دارا می‌باشد از جمله استفاده از سیلیس آن که می‌توان برای کارخانه‌های صنعتی و بخصوص شیشه سازی استفاده کرد انجام گردید

## مجتمع آوین دشت
مجتمع کشت و صنعت آوین دشت و رادین دشت واقع در شرکت کشت و صنعت آوین دشت در ۲۲ کیلومتری جنوب غربی شهرستان تاکستان و در حاشیه جاده آسفالته خرمدشت به ضیاءآباد و در ۳۰ کیلومتری شهر ابهر واقع شده است. کشت و صنعت آوین دشت و رادین دشت در سال ۱۳۸۱ با هدف ایجاد یک مجموعه بزرگ تولیدی شیر و گوشت در منطقه ای محروم و در محدوده ای دیوارکشی شده به وسعت ۴۰ هکتار راه اندازی شده است.
این مجمتع در حال حاضر ۱۰ هزار راس گاو بل تولید روزانه ۱۸۰ تن شیر نقش تعیین‌کننده ای در تولید و اشتغال کشور دارد و ۳۰۰ نیروی انسانی در این مجتمع دامداری مشغول به کار هستند که اغلب از بومیان منطقه جذب شده‌اند که با توسعه و پیشرفت کار قطعاً زمینه اشتغال بیشتری ایجاد خواهد شد.

## دشت رادین
مشخصات شرکت مجتمع شیر و گوشت دشت رادین
استان قزوین - شهرستان تاکستان - بخش خرمدشت - دهستان رامند شمالی - روستا ی ورسج دودانگه-روبروی کشت وصنعت آوین دشت
شماره ثبت
۱۴۲۸
شناسه ملی
۱۰۸۶۱۷۷۰۲۳۶
تاریخ تأسیس
۱۳۸۷/۲/۳
وضعیت شرکت
فعال
نوع شرکت
سهامی خاص

## سد نهب
سد نهب در استان قزوین و به فاصله ۱۸ کیلومتری جنوب شهر خرمدشت قرار دارد و در روستای نهب در حوزه شهرستان تاکستان واقع است. سد نهب بر روی رودخانه خررود ساخته شده است

## شهرک‌صنعتی خرمدشت
شهرک صنعتی خرمدشت در دهستان رامند شمالی شهرستان تاکستان استان قزوین قرار دارد. شهرک صنعتی خرمدشت بزرگ‌ترین شهرک صنعتی استان و جزو ۱۰ شهرک صنعتی بزرگ کشور است. که در ۶ فاز طراحی شده و در حال حاضر فاز اول این شهرک در حال واگذاری به متقاضیان می باشدبا توجه به به عرصه ۱۷۵۰ هکتاری یکپارچه برای سرمایه‌گذاری مشترک داخلی و خارجی پیشنهاد می‌شود. واحدهای موجود در شهرک صنعتی خرمدشت
کاشی و سرامیک
سلولوزی
بسته‌بندی انگور و کشمش
فولاد و صنایع فلزی
لوله مانیسمان
انواع اسپری و خوشبو کننده
تولید انواع غذاهای دام و طیور
فولاد و میلگرد
مصالح پیش ساخته
شهرک صنعتی خرمدشت دارای ۱۵۰۰ واحد صنعتی است که موجب اشتغال ۲۵۰۰۰ نفر شده است.
امکانات شهرک:
آب
برق
گاز
تلفن
شبکه فاضلاب و تصفیه خانه
شبکه روشنایی
کانال‌های دفع سیلاب
انبار
ایستگاه آتش‌نشانی

## جمعیت
جمعیت این شهر در سال ۱۳۹۵ برابر با ۶٬۵۵۴ نفر و ۱٬۹۹۷ خانوار بوده است‌ که در سال ۱۴۰۰ به ۸٬۵۳۵ نفر رسیده است.زبان این شهر ترکی آذربایجانی است.